# 효린
효린(Hyolyn, 본명: 김효정, 1990년 12월 11일 ~ )은 대한민국의 걸 그룹 씨스타의 리더, 메인보컬이었다. 비욘세를 생각나게 하는 스타일의 파워보컬. 성량과 파워, 음색, 가창력, 호흡조절, 완급조절, 감정표현 모두 수준급으로 굉장한 극찬을 받으며, 소화하는 장르도 댄스, 발라드, 알앤비, 힙합(랩) 등을 가리지 않고 두루두루 깔끔하게 소화해낸다.한국의 전 세대 걸그룹 들의 메인보컬을 맡았던 가수들을 통틀어서도 손에 꼽힐 정도로 최정상급의 가창력을 지난 가수 중 한명으로 항상 아이돌 여가수의 가창력 이야기가 나오면 효린이 빠지지 않을 정도다.
2011년 5월 멤버 보라와 함께 씨스타의 2인조 유닛 그룹 씨스타19을 결성해 리더와 메인보컬 포지션으로 활동하였다.

## 학력
- 관교여자중학교 (졸업)
- 인화여자고등학교 (졸업)
- 성신여자대학교 미디어영상연기학과 (자퇴)

## 생애

### 젊은 시절
효린(김효정)은 1990년 12월 11일 대한민국 에서 태어났다. 2녀 중 장녀로 3살 터울 동생 김혜정 (1993년생)이 있다. 효린은 태어나자마자 희귀병인 담도폐쇄증과 장중첩증에 걸려 두 번의 큰 수술을 했고, 이로 인해 신체 장기 중에서 쓸개와 맹장이 없어졌다. 태어날 때부터 건강하지 못한 탓에 가족들의 관심은 항상 효린에게 쏠려있었다. 효린의 아버지는 대한민국 해병대 출신인데, 이 때문에 어린 시절에 통금시간이 있었다고 한다.
효린은 어렸을 적부터 막연하게 가수가 되고싶어 했으나, 음악 관련 학교를 지원한다든지 오디션을 보러 다니지는 않았다. 그러다가 고등학교 3학년때 JYP 엔터테인먼트 오디션에 급하게 지원해 JYP 엔터테인먼트의 공채 1등으로 오디션에 통과했다. 이때부터 노래를 제대로 배우기 시작했다. JYP에서 연습생으로 지내며 여러 선생님들도 만났는데, 그 중 헤리티지의 임효찬은 흑인 음악을 좋아했었고 효린이 정말로 좋아하는 음악을 알게 해줬다. 1년간 연습생으로 지내다 하니, 송지은, 유지와 함께 데뷔 준비를 하다가 하니는 1년만에 제일 먼저 제명되었다. 하니를 제외한 송지은, 유지와 함께 제2의 빅마마라는 컨셉의 3인조 걸 그룹으로 데뷔하려다 무산되었다. 이후 스타쉽 엔터테인먼트 오디션에서 크리스티나 아길레라의 〈Hurt〉를 불러 합격했다. 참고로 효린은 연습생 시절 솔리드의 전 멤버인 김조한으로부터 발성과 호흡법을 레슨받은 바 있다.

## 활동

### 2010 ~ 2011: 씨스타, 씨스타19활동, 불후의 명곡
이후 스타쉽 엔터테인먼트와 계약해 씨스타의 리더, 메인보컬 데뷔를 준비했고, 2010년 6월 첫 싱글 〈Push Push〉로 데뷔했다. 데뷔 후 출연한 MBC 청춘 버라이어티 꽃다발 뮤지컬 오디션편에서 비욘세 Listen곡으로 최종 1위 ('금발이 너무해' 여주인공 캐스팅)를 하면서 한국의 비욘세라는 수식어를 얻었다. 하지만 바쁜 스케줄 때문에 뮤지컬 '금발이 너무해' 여주인공 캐스팅을 거절하였다. 또한 2010년 제1회 《2010년 아이돌 스타 육상 선수권 대회》 개인전에서 여자 100m 달리기 동메달을 획득하고 2011년 《제3회 아이돌 스타 육상선수권대회》 여자 100m 허들 동메달을 획득하여 체육돌로 급부상했다.
2011년 10월엔 멤버 보라와 함께 씨스타의 2인조 유닛 그룹 씨스타19를 결성해 〈Ma Boy〉로 활동하였으며 마보이의 꿀렁꿀렁 춤이라는 웨이브를 유행시켰다. 2011년 11월 17일에는 일렉트로보이즈의 〈Ma Boy 2〉에 피처링으로 참여했다.
같은 해 KBS2 《불후의 명곡 2 - 전설을 노래하다》에 2011년 6월 4일부터 2011년 11월 19일까지 총 8번 출연하여 좋은 무대를 보여줬다.
1회때는 심수봉의 그때 그 사람 곡으로 최종 우승(1위)을 하였고, 3회때 민해경의 미니스커트 곡으로 최종 우승(1위)를 하였다. 또한 '커피 한잔'이라는 곡으로 노래 실력을 인정받았다.

또한 10월 19일, 효린의 첫 OST인 《영광의 재인》 - 내겐 너니깐를 발매했다.

### 2012: 드라마로 데뷔, 대학교 입학
또한 2012년 1월부터 《드림하이 2》에 나나 역으로 출연하기도 했으며, 1월 19일에는 《사랑을 보다2 OST - 널 사랑하겠어》를 발매하였고, 큰 사랑을 받았다. 2월에는 《드림하이》 OST 《Super Star》를 드라마에 함께 출연하는 에일리와, 지연과 함께 부르고 음원으로 발매했다.
같은 해에 팀 동료 소유와 함께 성신여자대학교에 12학번으로 입학하였다. 이후로도 계속해서 씨스타와 씨스타19의 유닛 활동을 병행하였고, 예능프로 MBC 《설날특집 두근두근 흔들려》 슈퍼주니어 성민과 함께(팀) 창극 《춘향전》중에서 《사랑가》곡으로 최종 준우승을 하면서 창극에도 소질을 드러내며, 가창력 폭을 넓혔다. 또 10월에 《불후의 명곡 2》왕중왕전에 출연하였다.
연말에는 2012년 《SBS 가요대전》에서 '대즐링 레드' 팀으로 무대에 올라 전효성, 현아, 니콜, 나나 등과 함께 이사람 곡을 불렀다. 이 곡은 음원차트에서도 반응이 좋았다.

### 2013: 씨스타19, OST, 첫 솔로 데뷔
1월 31일 씨스타 유닛 《있다 없으니까》를 타이틀로 씨스타19 음원을 발매했다. 멜론 기준 월간1위를 하고 음악방송에서 11관왕을 하는 등 큰 사랑을 받았다. 8월에는 주군의 태양 OST를 발매해 음원차트 1위를 하였다.
2013년 11월 26일에 마침내 첫 솔로 음반 《LOVE & HATE》를 발표하였다. 더블 타이틀 곡 ‘Lonely’와 ‘너밖에 몰라’ 와 8곡의 수록곡 총 10곡이 수록된 정규앨범을 발표했다. 효린은 첫 솔로 활동 전에 “씨스타 친구들과 함께 지금까지 열심히 활동을 해왔다. 친구들과 함께 그려온 그림을 무너뜨리면 안되겠다는 생각에 더 열심히 해야겠다고 생각했다” 고 말했다. 28일 엠넷에서 단독 컴백쇼를 하였고, 이 앨범은 음원차트 줄세우기까를 하였고, 음악방송에서는 4관왕을 하였다.
연말에는 22일 홍콩 '2013 Mnet Asian Music Awards(2013 MAMA, 엠넷 아시안 뮤직 어워즈)'에서 스티비원더, 곽부성과 함께 'I just call to say I love you'라는 곡으로 합동무대를 펼쳤다.

### 2014: 아이돌 최초로 나는 가수다 출연, 콜라보 활동
1월 22일에는 《별에서 온 그대 OST - 안녕으로 큰 사랑》을 받았고, 2월 10일에는 디즈니에서 선정하여 《겨울 왕국 OST - Let It Go》를 한국버전으로 불러 영화 엔드크레딧에 사용하였으며, 음원으로 발매했다. 《겨울왕국》 관계자는 "효린과의 녹음은 정말 황홀했다. 가창력으로 제작진까지 매료시켰다"고 극찬했다.
경연 프로그램에도 자주 출연하였다. 1월 4일에 불후의 명곡에 출연하고, 9월에는 추석특집 《나는 가수다》에 아이돌 최초로 출연하여 《씨스타19 - Ma Boy》와 《나얼 - 귀로 곡》으로 최종 2위를 하였다. 10월에는 1월에 이어 또 한번 《불후의 명곡 - 전설을 노래하다》에 출연하였다. 11월에는 같은 소속사 가수 주영과 함케 콜라보하여 발표한 타이틀곡 '지워'가 빌보드가 선정한 2014 올해의 《kpop 20》에서 Top 8에 랭크되었다.

### 2015: 랩 서바이벌 도전, 경연, 활발한 개인 활동
같은 소속사 가수인 (현)몬스타엑스의 데뷔멤버를 뽑기 위한 Mnet 서바이벌 《NO.MERCY》에 심사위원이자 멘토로 출연하고, 1월 몬스타엑스의 멤버인 주헌과, 산이와 함께 《NO.MERCY》 프로젝트로 Coach Me (Feat. 주헌) 콜라보곡을 발표했다.
1월에 《나는 가수다 시즌 3》에 출연하여 1라운드 1차 경연 박미경의 이유같지 않은 이유 곡으로 6위, 1라운드 2차 경연 이선희 인연 곡으로 3위를 하였지만 최종 6위로 첫 탈락을 하였다. 네티즌들은 2차 경연 무대로 효린이 지난 경연에서 부진한 성적을 기록했지만 이번 무대로 완벽하게 만회했다는 평이 많았다.
8월에 《무한도전 - 영동고속도로 가요제》에 정준하와 윤상의 《My Life》곡에 피처링으로 참여하여 무대에 올라 시원하고 파워풀한 가창력을 뽑냈다. 9월에는 《언프리티 랩스타 2》에 래퍼로 출연하였는데 언프리티 MC인 산이가 "넌 여기 왜 나왔니" 질문에 효린은 "원래 힙합과 R&B를 좋아한다"고 말했다. 그리고 씨스타에서도 서브래퍼이고 가사도 써봤다고 설명했다. 초반의 우려와 달리 5번 트랙 사랑할 때 아니야를 획득하고, 언프리티 랩스타 2X쇼미더머니4 래퍼들과 합동 경연에서 최종 6위/여자 래퍼 3위를 하는등 좋은 활약을 한다. 언프리티 랩스타 2 세미 파이널에서는 My love 곡으로 랩과 노래를 불러 최종 3위를 했다. 이 곡은 효린이 키운 애견묘 흥녀를 생각하며 효린이 작사, 작곡에 참여한 곡이다.
서바이벌과 경연프로그램 뿐만 아니라 곡 발매도 활발히 한 해로, 1월 《NO.MERCY》 프로젝트로 Coach Me를, 2월 6일 《나는 가수다 시즌3》2회 `내 마음을 움직인 90년대 명곡` - 이유같지 않은 이유를 음원으로 발매했고, 5월 21일 《맨도롱 또똣 OST - 내겐 너니깐》음원을 발매했고 8월 26일에는 지코와 팔로알토와 함께 신발브랜드 스케쳐스 홍보곡으로 DARK PANDA을 발매했다. 또한 9월 12일 언프리티 랩스타 Track 1 - Don't Stop를 발매, 10월 10일에는 언프리티 랩스타 2 Track 5 - 사랑할 때 아니야, 언프리티 랩스타 2 SEMI FINAL - My Love를 발매했다. 또 12월 16일에는《어린왕자 OST Turnaround》를 발매하고, 이틀 뒤 18일 스타쉽엑스에서 주영과 범키와 함께 Love Line 곡을 발매했다.

## 음반 목록
정규 앨범
- 2011: 《LOVE & HATE》

미니 앨범(EP)
- 2016: 《IT'S ME》
- 2020: 《SAY MY NAME》

## 방송 목록

### 단독 컴백쇼
| 기간       | 방송사 | 프로그램명               |
| ---------- | ------ | ------------------------ |
| 2013.11.28 | Mnet   | 《HYOLYN'S LOVE & HATE》 |

### 드라마
| 기간                   | 방송사  | 제목           | 역할             |
| ---------------------- | ------- | -------------- | ---------------- |
| 2012.01.30~ 2012.03.20 | KBS 2TV | 《드림하이 2》 | 나나 / 이재희 역 |

### 리얼리티
| 기간       | 방송사 | 프로그램명            |
| ---------- | ------ | --------------------- |
| 2015.01.23 | MBC    | 《나 혼자 산다》 89회 |

### 버라이어티
| 기간                   | 방송사 | 프로그램명                               | 출연                   |
| ---------------------- | ------ | ---------------------------------------- | ---------------------- |
| 2012.01.01             | SBS    | 《런닝맨》 75회                          | 효린                   |
| 2012.08.20             | KBS2   | 《위기탈출 넘버원》 347회                | 효린, 보라             |
| 2013.01.27             | KBS2   | 《남자의 자격》 195회                    | 효린                   |
| 2013.02.25             | KBS2   | 《위기탈출 넘버원》 372회                | 효린, 보라             |
| 2013.03.11             | MBC    | 《파일럿 프로그램 나는 당신의 대리천사》 | 효린                   |
| 2013.06.17             | KBS2   | 《위기탈출 넘버원》 388회                | 효린, 소유             |
| 2013.09.08             | SBS    | 《런닝맨》 162회                         | 효린, 다솜             |
| 2015.08.08             | MBC    | 《무한도전》 440회                       | 효린                   |
| 2015.08.22             | MBC    | 《무한도전 영동고속도로 가요제》 442회   | 효린                   |
| 2016.07.10             | SBS    | 《런닝맨》 307회                         | 효린, 다솜, 보라, 소유 |
| 2016.09.11             | SBS    | 《런닝맨》 316회                         | 효린                   |
| 2017.04.30~ 2017.05.07 | SBS    | 《런닝맨》 348~349회                     | 효린                   |

### 서바이벌 프로그램
| 기간                   | 방송사 | 프로그램명            | 출연 - 역할                 |
| ---------------------- | ------ | --------------------- | --------------------------- |
| 2014.12.10~ 2015.02.11 | Mnet   | 《NO.MERCY》          | 효린, 소유 - 심사위원, 멘토 |
| 2015.09.11~ 2015.11.13 | Mnet   | 《언프리티 랩스타 2》 | 효린 - 참가자               |
| 2017.03.31             | Mnet   | 《고등래퍼 》         | 효린 - 피처링 무대          |
| 2022.03.31~2022.06.02  | Mnet   | 《퀸덤 2》            | 효린 - 참가자               |

### 음악 예능
| 기간       | 방송사 | 프로그램명                  | 출연             |
| ---------- | ------ | --------------------------- | ---------------- |
| 2012.05.13 | SBS    | 《도전1000곡》 197회        | 효린, 소유, 보라 |
| 2012.08.19 | SBS    | 《도전1000곡》 209회        | 효린, 소유       |
| 2012.12.21 | KBS2   | 《유희열의 스케치북》 171회 | 효린             |
| 2013.02.17 | SBS    | 《도전1000곡》 235회        | 효린, 소유       |
| 2013.12.06 | KBS2   | 《유희열의 스케치북》 213회 | 효린             |
| 2014.03.01 | MBC    | 《음악여행 예스터데이》 3회 | 효린             |
| 2014.12.05 | KBS2   | 《유희열의 스케치북》 252회 | 효린             |
| 2015.08.14 | KBS2   | 《유희열의 스케치북》       | 효린, 보라, 소유 |
| 2016.10.22 | KBS2   | 《유희열의 스케치북》       | 효린             |

### 토크쇼
| 기간                   | 방송사 | 프로그램명                         | 출연             |
| ---------------------- | ------ | ---------------------------------- | ---------------- |
| 2010.09.11             | MBC    | 《세바퀴》 69회                    | 효린             |
| 2011.03.08~ 2011.03.15 | SBS    | 《강심장》 67~68회                 | 효린             |
| 2011.03.09~ 2011.03.16 | MBC    | 《황금어장 라디오스타》 222~223회  | 효린, 보라       |
| 2011.06.23             | KBS2   | 《해피투게더 3》 202회             | 효린             |
| 2011.08.20             | MBC    | 《세바퀴》 117회                   | 효린, 소유       |
| 2011.12.19             | KBS2   | 《대국민 토크쇼 안녕하세요》 54회  | 효린, 보라       |
| 2012.04.02             | MBC    | 《공감토크쇼 놀러와》 383회        | 효린, 보라       |
| 2012.04.10             | SBS    | 《강심장》 125회                   | 효린             |
| 2012.04.28             | KBS2   | 《이야기쇼 두드림》 22회           | 효린, 다솜       |
| 2012.06.13             | MBC    | 《황금어장 라디오스타》 284회      | 효린, 보라       |
| 2012.07.09             | MBC    | 《공감토크쇼 놀러와》 396회        | 효린             |
| 2012.09.20             | tvN    | 《현장토크쇼 택시》 257회          | 효린             |
| 2013.02.02             | SBS    | 《놀라운 대회 스타킹》 300회       | 효린, 보라       |
| 2013.02.20             | MBC    | 《주간 아이돌》 83회               | 효린, 보라       |
| 2013.07.30             | SBS    | 《화신 - 마음을 지배하는 자》 23회 | 효린, 소유       |
| 2013.11.21             | KBS2   | 《해피투게더 3》 326회             | 효린             |
| 2013.12.02             | KBS2   | 《대국민 토크쇼 안녕하세요》 152회 | 효린             |
| 2013.12.04             | MBC    | 《황금어장 라디오스타》 356회      | 효린             |
| 2013.12.31             | Mnet   | 《비틀즈코드 3D》 2회              | 효린             |
| 2014.08.08             | JTBC   | 《마녀사냥》 52회                  | 효린, 소유       |
| 2015.06.22             | KBS2   | 《대국민 토크쇼 안녕하세요》 230회 | 효린, 보라, 소유 |
| 2016.11.19             | KBS2   | 《연예가중계》 1648회              | 효린             |
| 2017.05.15~ 2017.05.22 | JTBC   | 《냉장고를 부탁해》 130~131회      | 효린             |
| 2018.08.09             | tvN    | 《인생술집》                       | 효린             |

### 시사교양
| 기간       | 방송사 | 프로그램명   |
| ---------- | ------ | ------------ |
| 2012.05.08 | KBS2   | 《1 대 100》 |

### MC
| 기간                   | 방송사                | 프로그램명                        | 공동 MC                    |
| ---------------------- | --------------------- | --------------------------------- | -------------------------- |
| 2012.04.27             | KBS2                  | 《뮤직뱅크》 스페셜 MC            | 이장우, 현아               |
| 2012.05.30             | MBC every1            | 《주간 아이돌》 스폐셜 MC         | 정형돈, 데프콘, 하하, 소유 |
| 2012.11.25             | SBS                   | 《인기가요》 광화문광장 스폐셜 MC | 보라                       |
| 2013.05.10             | SBS                   | 《희망 TV SBS》                   | 최기환, 유혜영             |
| 2014.05.18~ 2014.06.08 | SBS                   | 《도전1000곡》 객원 MC            | 이휘재                     |
| 2014.11.22             | MBC                   | 《쇼! 음악중심》 스폐셜 MC        | 민호, 김소현, 주영         |
| 2015.05.13             | David Lee 이상무 채널 | 《몬스타엑스 쇼케이스》           | 소유                       |

## 경연 프로그램
| 기간                   | 방송사 | 프로그램명                                            | 출연               | 비고      |
| ---------------------- | ------ | ----------------------------------------------------- | ------------------ | --------- |
| 2011.02.02             | KBS2   | 《설특집 아이돌 건강 미녀선발대회》                   | 효린               |           |
| 2011.06.04             | KBS2   | 《불후의 명곡 2 심수봉편》                            | 효린               | 우승      |
| 2011.06.11~ 2011.06.18 | KBS2   | 《불후의 명곡 2 부활 편》                             | 효린               |           |
| 2011.06.25~ 2011.07.02 | KBS2   | 《불후의 명곡 2 민해경 편》                           | 효린               | 우승      |
| 2011.07.09~ 2011.07.16 | KBS2   | 《불후의 명곡 2 주현미 편》                           | 효린, 신용재(듀엣) |           |
| 2011.08.06~ 2011.08.13 | KBS2   | 《불후의 명곡 2 김수희 편》                           | 효린, DJ DOC       |           |
| 2011.08.20~ 2011.08.27 | KBS2   | 《불후의 명곡 2 김완선 편》                           | 효린, 현우         |           |
| 2011.09.03~ 2011.09.10 | KBS2   | 《불후의 명곡 2 남진 편》                             | 효린               |           |
| 2011.09.12             | SBS    | 《추석특집 스타커플 최강전》                          | 효린               |           |
| 2011.09.13             | KBS2   | 《추석특집 신통방통 독서 퀴즈왕》                     | 효린, 보라         |           |
| 2011.11.19             | KBS2   | 《불후의 명곡 2 왕중왕전 특집》                       | 효린               |           |
| 2012.01.24             | MBC    | 《설날특집 두근두근 흔들려》                          | 효린               | 최종 2위  |
| 2012.10.27             | KBS2   | 《불후의 명곡 - 전설을 노래하다 신중현 2편 (왕중왕전) | 효린               |           |
| 2014.01.04             | KBS2   | 《불후의 명곡 - 전설을 노래하다 더 라이벌 1편》       | 효린               |           |
| 2014.09.09             | MBC    | 《2014 나는 가수다 추석특집》                         | 효린               | 최종 2위  |
| 2014.10.18             | KBS2   | 《불후의 명곡 - 전설을 노래하다 마이클 볼튼 편》      | 효린               |           |
| 2015.01.30~ 2015.02.13 | MBC    | 《나는 가수다 3》 1~3회                               | 효린               |           |
| 2016.03.06~ 2016.03.13 | MBC    | 《복면가왕》 49~50회                                  | 효린               | 결승 진출 |
| 2016.06.17             | MBC    | 《듀엣가요제》 11회                                   | 효린               |           |
| 2016.08.20             | KBS2   | 《불후의 명곡 - 전설을 노래하다 7인의 디바 특집》     | 효린               |           |
| 2017.01.06~ 2017.01.13 | MBC    | 《듀엣가요제》 35~36회                                | 효린               |           |
| 2017.11.05~ 2017.11.12 | SBS    | 《판타스틱 듀오 2》 31~32회                           | 효린               |           |

## 광고 모델
씨스타 단체 광고 제외. 효린 개인 광고만 기록
| 연도 | 기업명                 | 제품명                           | 종류          | 비고                       |
| ---- | ---------------------- | -------------------------------- | ------------- | -------------------------- |
| 2019 | 잠뱅이                 | 2019 S/S                         | 데님          | [ 17 ]                     |
| 2019 | 기아자동차             | 쏘울                             | 자동차        | CM                         |
| 2019 | 푸마                   | 칼리                             | 스포츠        | 동남아시아 모델            |
| 2019 | 아미퓨어               | 바디케어 라인                    | 화장품        |                            |
| 2018 | 미샤                   | 글로우 스킨데이션                | 화장품        | [ 19 ]                     |
| 2018 | 아디다스               | 오리지널스                       | 스포츠        | [ 20 ]                     |
| 2018 | 아미퓨어               | 바디케어 라인                    | 화장품        | CM                         |
| 2017 | 나이키                 | 스포츠웨어                       | 스포츠        | [ 21 ]                     |
| 2017 | 아미퓨어               | 바디케어 라인                    | 화장품        | [ 22 ]                     |
| 2015 | 비커즈(bcuz)           | 2015 S/S                         | 스포츠        | With. 소유                 |
| 2014 | 비커즈(bcuz)           | 2014 F/W                         | 스포츠        | With. 소유                 |
| 2014 | 아이올리               | 플라스틱 아일랜드                | 여성복        | With. 보라                 |
| 2014 | 캘리포니아 아몬드 협회 | 굿 데이 스타터 켐페인            | 홍보대사 광고 | Good Day Concert Video     |
| 2014 | 한국 코카콜라          | 태양의 마테차                    | 음료          | TV CF                      |
| 2014 | 롯데주류               | 처음처럼                         | 주류          | With. 육중완               |
| 2012 | 롯데주류               | 처음처럼                         | 주류          | With. 현아, 구하라         |
| 2012 | 삼성                   | 갤럭시R                          | 스마트폰      | With. 개리, 김종국, 이광수 |
| 2012 | 삼성                   | 미러팝 사랑을 보다2              | 디지털 카메라 | CM Song <널 사랑하겠어>    |
| 2011 | 바닐라코               | 클럽 로코코                      | 화장품        | [ 31 ]                     |
| 2010 | 삼성전자               | 옙 <Magic Drag〉 뮤직비디오 출연 | MP3 플레이어  | CM Song (With. 장근석)     |

## 홍보대사
| 연도   | 경력                                                                |
| ------ | ------------------------------------------------------------------- |
| 2018년 | - 11월 '담도폐쇄 극복 캠페인' 홍보대사 (무료 홍보대사)              |
| 2014년 | - 5월 캘리포니아 아몬드협회 '굿 데이 스타터 켐페인' 홍보대사 : 효린 |

## 수상 내역

### 가요 프로그램 1위
| 연도            | 수상 내역 (총 5회) |
| --------------- | --- |
| 2013년 (총 4회) | - 너 밖에 몰라 (총 4회) - 12월 4일 MBC MUSIC 《쇼 챔피언》 챔피언송 - 12월 7일 MBC 《쇼 음악중심》 1위 - 12월 12일 M.net 《엠카운트다운》 1위 - 12월 13일 KBS2 《뮤직뱅크》 K-Chart 1위 |
| 2014년 (총 1회) | - 지워 (Duet 주영) (총 1회) - 11월 25일 SBS MTV 《THE SHOW: All About K-POP 시즌 4》 더 쇼 초이스                                                                                       |